# Kleine Beer (kinderboekenserie)
Kleine Beer is een kinderboekenserie van de Deense-Amerikaanse schrijfster Else Holmelund Minarik, met illustraties van de Amerikaanse schrijver en illustrator Maurice Sendak. De serie bestaat - in het Nederlands taalgebied - uit vijf delen, die zijn uitgegeven bij Uitgeverij Ploegsma in de zogenaamde blokboekjes serie. 
De delen zijn:
- Kleine Beer
- Papa Beer komt thuis
- Kleine Beer en zijn vrienden
- Kleine Beer bij Opa en Oma
- Een kusje voor Kleine Beer

De afzonderlijke delen werden in een verzamelband uitgegeven onder de titel: Het Grote Boek van Kleine Beer. In ieder deel van de serie, wordt de vriendenkring van Kleine Beer groter. Naast zijn vader (Papa Beer) en moeder (Mama Beer) en Opa en Oma, zijn de karakters: Eend, Kip, Poes, Uil en Meneertje en Juffertje Das. In één deel - Kleine Beer en zijn vrienden - speelt een meisje, Emmie,  een rol.